# キエフ県 (1471年-1793年)

キエフ県
Palatinatus Kioviensis

  ポーランド・リトアニア共和国におけるキエフ県（1635年）。

キエフ県（ウクライナ語：Київське воєводство；ポーランド語: Województwo kijowskie；ラテン語：Palatinatus Kioviensis）は、1471年から1569年にかけてリトアニア大公国、1569年から1793年にかけてポーランド王国の地方行政単位である。ポーランド・リトアニア共和国の県（ヴォイェヴォツトフォ）の一つ。小ポーランド州に属す。キエフ地方を中心としたドニプロ・ウクライナ、ならびにウクライナ・コサックの居住地帯であるザポロージャを含んでいた。

## 概要
キエフ県は、1471年にカジミェシュ4世によってリトアニア大公国に属するキエフ公国の代わりに創立された。キエフは県庁、県知事（ヴォイェヴォダ）、県裁判の所在地となった。
1482年、クリミア・ハン国のハーン、メングリ1世ギレイはタタール軍を率いてキエフ県を襲った。タタールがキエフを陥落させて放火し、聖ソフィア大聖堂をはじめ多くの教会を略奪し、数千人の県民を奴隷にした。1493年にメングリ1世ギレイはモスクワ大公国の大公イヴァン3世から援軍を受け、再びキエフ県へ攻め入った。その時にキエフは殆ど全滅した。
1566年にリトアニア大公国は（3年後の1566年にポーランド王国との合同を進めるための前段階として行われた法制改革で）法律上で貴族の共和国になると、キエフ県の貴族は郡ごとに地方議会「セイミク」を催す権利を得、キエフ県から貴族代表をクラクフの国会「セイム」へ派遣することができた。1569年、ルブリン合同によってポーランド・リトアニア共和国が発足する際に、キエフ県の貴族はポーランド王国に属することを望んでいたことから、キエフ県はリトアニア大公国からポーランド王国に譲られた。
クリミア・ハン国やオスマン帝国などの外敵にしばしば略奪されてきたキエフ県は、16世紀以後にはウクライナ・コサックの活動の地域となった。コサックは南部のトルコから県を守るという名目であったが、1592年のコスィーヌスクィイの乱と1596年のナルィヴァーイコの乱に、キエフはコサック軍に陥落され、コサック軍の基地となっていた。コサックはポーランド・リトアニア共和国の中央政界と対立して自治を求めるようになり、1649年に起こったフメリニツキーの乱後、キエフ県はコサック国家の礎となり、いくつかのコサック連隊区に分けられていた。
1654年にコサックがロシアの保護を受けると、ロシア・ポーランド戦争が勃発し、キエフ県の領域は大幅に荒れてきた。1667年にアンドルソヴォ条約が結ばれ、キエフ県の多くの部分がロシアに割譲された。キエフを含むキエフ県の東側はロシア領となり、キエフ県の西側はポーランド領となった。ポーランドに属するキエフ県の新たな県庁所在地はジトーミルへ、県知事所在地はベルディーチウへ移された。
1793年にポーランド・リトアニア共和国の分割に伴い、キエフ県はロシア帝国に併合された。県域はキエフ代官地とヴォルィーニ代官地に分割された。
現在、旧キエフ県域はウクライナのキエフ州、ジトーミル州、チェルカースィ州、ポルターヴァ州、ドニプロペトローウシク州に当たる。

## 行政区分
- キエフ郡
- オヴルーチ郡
- ジトーミル郡

## 関連記事
- ルーシ県